# ABS

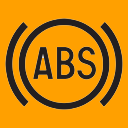
Symbol pro ABS.

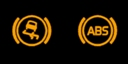
Různé kontrolky ABS, které upozorňují na nefunkčnost ABS

ABS je zkratka pro Antiblockiersystem nebo také anti-lock brake system což znamená protiblokovací systém. Je to systém aktivní bezpečnosti vozidla, který zabraňuje zablokování kola při brzdění, a tím ztráty adheze mezi kolem a vozovkou, čímž umožňuje zachování stability, ovladatelnosti a řiditelnosti vozidla v mezních situacích (například při prudkém brzdění). ABS bylo vynalezeno v roce 1929, původně pro letadla, francouzským vynálezcem Gabrielem Voisinem.

## Princip

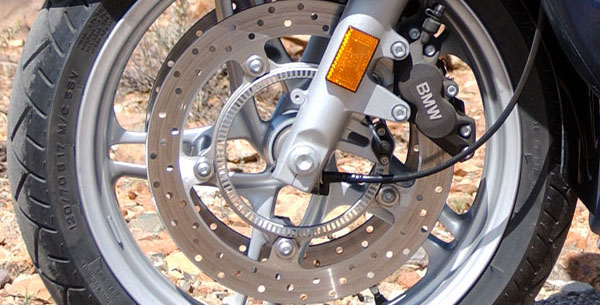
Systém ABS na motocyklu BMW.

Největší brzdná síla mezi pneumatikou a vozovkou je přenášena právě na mezi adheze, po jejím překročení prudce klesá. Proto řídicí jednotka systému ABS neustále zjišťuje aktuální rychlost otáčení nejlépe každého kola. Z rychlostí dvou diagonálně umístěných kol (popř. jinak) určuje tzv. referenční rychlost vozidla, se kterou porovnává otáčky jednotlivých kol. Tímto neustálým porovnáváním se zjišťuje aktuální zrychlení, zpomalení a skluz každého z kol. Pokud dojde ke snížení rychlosti některého z kol pod stanovenou hodnotu oproti referenční rychlosti (počátek blokování kola a ztráty adheze), řídicí jednotka odpustí bez ohledu na polohu brzdového pedálu tlak z brzdy pomalejšího kola a ihned po jeho roztočení opět tlak napustí zpět. Tak se brzdění přibližuje ideálu na hranici adheze. Tuto akci jsou systémy ABS schopné opakovat několikrát za sekundu a to po celou dobu brzdění až do minimální rychlosti, zpravidla 4 km/h, kdy se systém ABS sám odpojuje.

## Hlavní části systému ABS
- snímače otáček kol (induktivní snímač a „impulsní“ kroužky na nábojích kol)
- řídicí jednotka systému ABS
- elektrohydraulické / elektropneumatické řídící ventily

## Požadavky na ABS
- regulace brzdné síly musí zajistit stabilitu a ovladatelnost vozidla při všech stavech jízdní dráhy od suché asfaltové vozovky až po náledí
- regulace brzdné síly se musí rychle přizpůsobit změnám adheze vozovky
- musí zabránit rozkývání vozidla
- systém ABS musí rozeznat aquaplaning a vhodně na něj reagovat
- bezpečnostní systémy musí neustále kontrolovat bezchybnost funkce ABS; při zjištění závady systém vypnout a o jeho nedostupnosti informovat řidiče rozsvícením kontrolky

## Rozdíly v systémech ABS
První systémy byly čistě mechanické, až později byla využita elektronika a její bouřlivý rozvoj umožnil podstatně zkrátit reakční dobu a také celý systém rozměrově miniaturizovat. Starší systémy ABS fungovaly pouze na předních kolech automobilu, při brzdění více zatížených a důležitějších pro zachování směru vozu. Moderní systémy ABS jsou dnes použity na všech kolech automobilu (bez ohledu na to zda jsou na kole použity kotoučové nebo bubnové brzdy) a systém funguje s mnohem větší pracovní frekvencí, čímž je stále obtížnější až nemožné systému konkurovat zkušenou nohou na brzdě bez ABS. Podobně jako brzdový systém, může být systém ABS vícekanálový, přičemž každý kanál reguluje brzdnou sílu jednoho nebo více kol. Nejdokonalejší systém je tedy ten, kdy se počet kanálů rovná počtu kol vozu.

## Další vývoj a rozšíření ABS
Rozšířením systému ABS je ASR a dalším rozšířením ASR je ESP.
Pokračováním vývoje je i systém „zvyšující“ sílu na brzdový pedál – vychází se z poznatku, že ne všichni řidiči v nebezpečí sešlápnou hned brzdu naplno. Proto za předpokladu, že čidla vyhodnotí situaci vozu a chování řidiče jako krizové brzdění, aplikuje systém okamžitě maximální brzdění (s funkcí ABS) bez ohledu na skutečnou polohu pedálu, což má eliminovat reakční dobu a přispět k včasnému zastavení vozu. Dalším pochopitelným krokem (nacházíte-li se za vozem takto vybaveným) pak bude vazba na čidla vzdálenosti od překážky před vozem atd.